# Gölsen (Gemeinde Hainfeld)
Gölsen ist eine Ortschaft und eine Katastralgemeinde der Gemeinde Hainfeld im Bezirk Lilienfeld in Niederösterreich. Die Ortschaft hat 815 Einwohner (Stand 1. Jänner 2024).

## Geografie
Die Rotte schließt im Westen an Hainfeld an und besteht weiters aus dem Berghof und der Gölsensiedlung. Durch den Ort führen die Hainfelder Straße und die Leobersdorfer Bahn.

## Siedlungsentwicklung
Zum Jahreswechsel 1979/1980 befanden sich in der Katastralgemeinde Gölsen insgesamt 94 Bauflächen mit 43.593 m² und 89 Gärten auf 110.322 m², 1989/1990 gab es 109 Bauflächen. 1999/2000 war die Zahl der Bauflächen auf 421 angewachsen und 2009/2010 bestanden 212 Gebäude auf 430 Bauflächen.

## Geschichte
Laut Adressbuch von Österreich waren im Jahr 1938 in Gölsen zwei Landwirte mit Direktvertrieb ansässig.

## Bodennutzung
Die Katastralgemeinde ist landwirtschaftlich geprägt. 87 Hektar wurden zum Jahreswechsel 1979/1980 landwirtschaftlich genutzt und 23 Hektar waren forstwirtschaftlich geführte Waldflächen. 1999/2000 wurde auf 63 Hektar Landwirtschaft betrieben und 28 Hektar waren als forstwirtschaftlich genutzte Flächen ausgewiesen. Ende 2018 waren 54 Hektar als landwirtschaftliche Flächen genutzt und Forstwirtschaft wurde auf 27 Hektar betrieben. Die durchschnittliche Bodenklimazahl von Gölsen beträgt 38 (Stand 2010).